# Dzwinka Matijasz
Dzwinka Matijasz (Дзвінка Валентинівна Матіяш, ur. 16 listopada 1978 w Kijowie) – ukraińska pisarka i tłumaczka.

## Życiorys
Urodziła się 16 listopada 1978 roku w Kijowie. Jedną z jej sióstr jest poetka Bohdana Matijasz. W latach 1995– 2002 studiowała literaturę na Akademii Kijowsko-Mohylańskiej, po czym w latach 2002–2006 kontynuowała naukę w Europejskim Kolegium Polskich i Ukraińskich Uniwersytetów w Lublinie.
Zadebiutowała w 2005 roku kontemplacyjną prozą Реквієм для листопаду. W swoim dorobku ma książki dla dorosłego odbiorcy jak i dla dzieci. Jej prace dwukrotnie znalazły się na liście nominowanych do tytułu najlepszej książki roku według ukraińskiej redakcji BBC (ang.: „BBC Ukrainian Book of the Year”), zaś francuskie tłumaczenie jednej z jej książek pt. Histoires sur les roses, la pluie et le sel autorstwa Justine Donche-Horetska otrzymało nominację do Nagrody Drahomana (2020). Twórczość Matijasz została przetłumaczona na język polski, francuski, chiński, angielski, niemiecki, włoski i serbski.
Proza Matijasz ceniona jest za stylistycznie wysmakowane monologi kontynuujące tradycję zapoczątkowaną przez Jurija Izdryka i Tarasa Prochaśko. W swej często filozoficznej twórczości porusza tematy związane z fundamentalnymi ludzkimi wartościami, pięknem, dobrem i Bogiem. Źródłem inspiracji jest dla niej mistycyzm katolicki.
Przekłada z polskiego, białoruskiego, rosyjskiego i angielskiego. Przetłumaczyła m.in. utwory Andreja Chadanowicza, Jana Twardowskiego, czy Ryszarda Kapuścińskiego.

## Dzieła
- Реквієм для листопаду, 2005[2]
- Роман про батьківщину[1], 2006[2], wyd. pol.: Powieść o ojczyźnie, tłum. Bohdan Zadura (2013)[7]
- Казки П’ятинки, 2010[8]
- Історії про троянди, дощ і сіль, 2012[2]
- День Сніговика, 2014[9]
- Марта з вулиці Святого Миколая, 2015[10]
- Перше Різдво, 2016[11]
- Дорога святого Якова, 2017[12]
- Подарунок від святого Миколая, 2018[13]
- Мене звати Варвара, 2021[14]